# Claude Frossard
Claude Frossard (* 15. September 1935 in Neuenburg, heimatberechtigt in Ocourt) ist ein Schweizer Maler, Bildwirker, Siebdrucker und Bildhauer. Sein Werk umfasst Malerei, Zeichnungen, Gobelins, Textilkunst, Siebdrucke, Collagen sowie Dekoration von Gebäuden und Kunst im öffentlichen Raum.

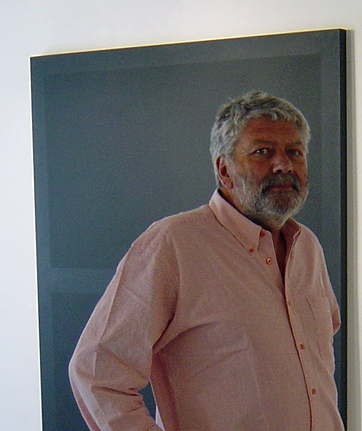
Claude Frossard

## Leben und Werk
Claude Frossard besuchte die Kunstgewerbeschule in Neuenburg. Anschliessend studierte er von 1952 bis 1957 beim Professor für Malerei Pierre-Eugène Bouvier (1901–1982) an der Akademie Maximilien de Meuron. 1957 setzte er seine Ausbildung im Atelier Goetz in Paris fort. 1959 bekam er ein Stipendium der französischen Regierung und besuchte die Académie de la Grande Chaumière. Im folgenden Jahr nahm er an Gravur-Kursen im Atelier 17 von Stanley William Hayter teil.
Frossard erhielt 1970 und 1971 ein Eidgenössisches Kunststipendium. Zudem gewann er mehrere Preise. Seine Werke stellte er in zahlreichen Einzel- und Gruppenausstellungen aus.
Seit 1970 schuf er zahlreiche monumentale Werke, so einen Brunnen für die Schule in La Coudre (1974) und liturgische Möbel für die katholische Kirche Notre-Dame de l’Assomption, auch Rote Kirche genannt, in Neuenburg (1975).
Zusammen mit seiner Frau Andrée Frossard (* 1937) schuf er vierzehn Wandteppiche für die ETH Zürich. Das Künstlerehepaar stellt seine Arbeiten unter den Namen Frossard an verschiedenen Biennalen und Triennalen aus, die der Tapisserie gewidmet sind.